# Hope (Arkansas)

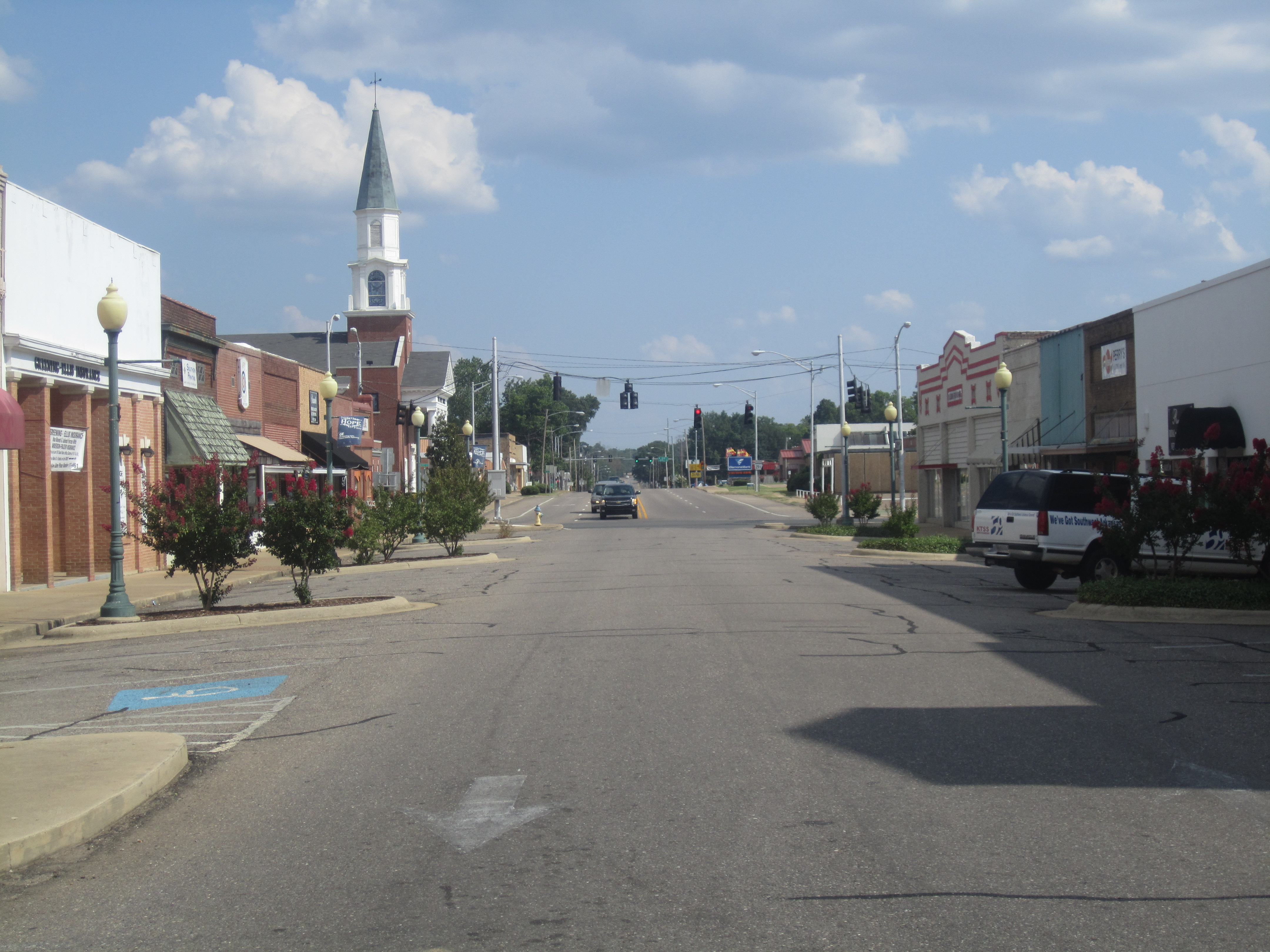
O centro da cidade de Hope.

Hope é uma cidade americana do estado do Arkansas. Tem cerca de 17 mil habitantes. É a cidade natal de Bill Clinton, ex-presidente americano, e de Mike Huckabee, ex-governador do estado.